# Bremer Klaben
Le Bremer Klaben, ou simplement Klaben, est un type de stollen de Brême, en Allemagne. Ce pain célèbre dans le nord de l'Allemagne a acquis sa notoriété car il est traditionnellement consommé pendant la période de Noël. On dit que le Bremer Klaben est particulièrement bon lorsqu'il est cuit deux semaines avant d'être servi. La durée de conservation de cette pâtisserie est de plusieurs mois.

## Aspect
Cette pâtisserie contient plus de raisins secs qu'un gâteau aux fruits ordinaire. C'est une sorte de pain fait avec des fruits secs (surtout des raisins secs), de la farine, du beurre, du sucre, des écorces d'orange et de citron, du rhum, des amandes, de la levure et du sel, bien que de nombreuses variantes existent. Une caractéristique qui le distingue du Stollen est qu'il n'est pas saupoudré de sucre glace après la cuisson. La recette est étroitement liée à la pâtisserie traditionnelle Stecker, fondée en 1742.

## Histoire
Le plus ancien document connu mentionnant le Klaben date de 1593.
Depuis décembre 2009, il bénéficie d'une appellation d'origine protégée. Le gâteau en forme de pain a rejoint les rangs restreints des aliments qui bénéficient d'une indication géographique protégée en vertu de la législation européenne, comme le pain d'épice Aachener Printen et le Lebkuchen de Nuremberg. La Commission européenne a publié l'annonce dans son journal officiel.